# Большой драматический театр имени Г. А. Товстоногова
Росси́йский госуда́рственный академи́ческий Большо́й драмати́ческий теа́тр и́мени Г. А. Товстоно́гова (БДТ) — театр в Санкт-Петербурге, основанный в 1918 году, один из первых театров, созданных после Октябрьской революции. С 1932 по 1992 год БДТ носил имя своего основателя, Максима Горького. В 1992 году получил имя режиссёра Георгия Товстоногова, возглавлявшего театр на протяжении тридцати трёх лет — с 1956 по 1989 год. С 29 марта 2013 по 9 апреля 2023 года художественным руководителем БДТ являлся Андрей Могучий. После окончания его контракта руководство перешло к директору Татьяне Архиповой.
У Большого драматического театра три сцены. Основная и Малая сцены находятся в историческом здании на набережной Фонтанки, где ранее располагался театр Суворина. Второй сценой в 2005 году стал Каменноостровский театр, старейший сохранившийся деревянный театр России.

## История

### Здание театра

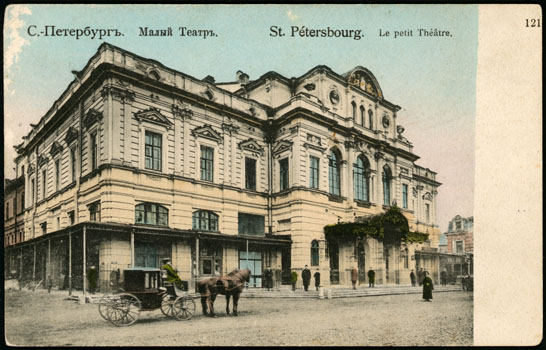
Дореволюционная открытка с изображением здания театра на Набережной реки Фонтанки, 65

Здание театра было выстроено меценатом графом Антоном Степановичем Апраксиным (1817—1899) на лучшем участке принадлежавшего ему крупнейшего в дореволюционном Санкт-Петербурге «торгового центра» — Апраксина двора, выходящем на набережную. Рядом с театром, также на набережной, была построена церковь в русском стиле (не сохранилась). После смерти графа Апраксина, поддержку театра продолжала его вдова, Мария Дмитриевна, урождённая Рахманова (1845—1932). Архитектором театра выступил швейцарец Людвиг Францевич Фонтана, который много работал и в самом Апраксином дворе. Первоначально (в 1895—1917 годах) здание занимал Суворинский театр.

### Организация театра
Большой Драматический театр был организован по инициативе Максима Горького и комиссара театров и зрелищ Союза коммун Северной области, актрисы МХТ «первого призыва» Марии Андреевой. В августе 1918 года комиссаром М. Ф. Андреевой был подписан декрет о создании в Петрограде «театра трагедии, романтической драмы и высокой комедии», известного сегодня во всём мире под аббревиатурой БДТ.
В числе основателей театра был и один из столпов «Мира искусства» — художник, ставший в БДТ и режиссёром, Александр Бенуа. В сентябре актёру Николаю Монахову была поручена организация «особой драматической труппы»; в октябре художественный совет, возглавляемый Горьким, определился с режиссёрами, пригласив Н. Н. Арбатова и Андрея Лаврентьева; в качестве руководителей музыкальной части были приглашены Александр Гаук и Юрий Шапорин. Тогда же определились и ведущие актёры театра: кроме Монахова, премьер Александринского театра Юрий Юрьев и звезда немого кино, актёр Малого театра Владимир Максимов.
Основу труппы составили артисты Театра художественной драмы, созданного в 1918 году А. Н. Лаврентьевым, и родившегося в том же году Театра трагедии под руководством Ю. М. Юрьева. В декабре состоялось первое собрание труппы, в которую вошёл и Василий Софронов; начались репетиции сразу двух спектаклей. В январе 1919 года было образовано правление БДТ; председателем правления стала Мария Андреева, главным режиссёром был назначен Андрей Лаврентьев.

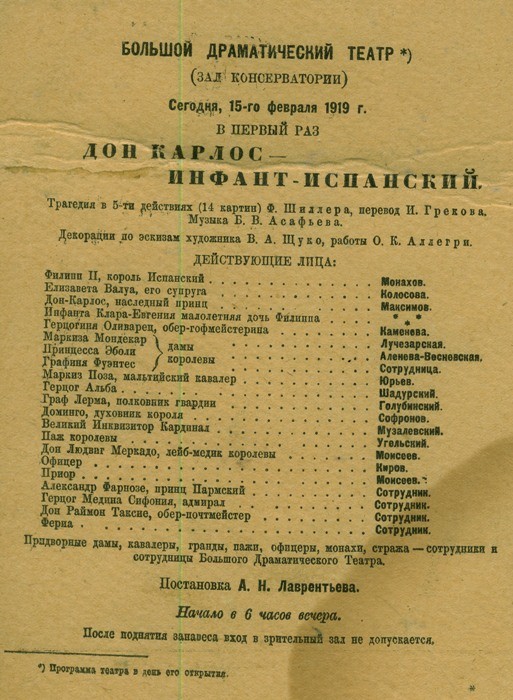
Афиша спектакля «Дон Карлос»

Большой драматический открылся 15 февраля 1919 года в помещении Большого зала Консерватории спектаклем «Дон Карлос» по пьесе Фридриха Шиллера. Этот исторический спектакль поставил Андрей Лаврентьев, оформил Владимир Щуко, музыку к нему написал Борис Асафьев; в нём были заняты лучшие актёры труппы: Монахов (Филипп), Максимов (Дон Карлос), Юрьев (Поза); спектакль шёл ровно пять часов, Консерватория не отапливалась, был лютый холод, но каждый вечер зал заполняли зрители, и никто не уходил.
В 1920 году БДТ получил в своё распоряжение здание бывшего Малого театра (театра Суворина) на Фонтанке, 65, где располагается и в настоящее время.

### Ранние годы (1919—1934)
В апреле 1919 года председателем Директории (художественного совета) Большого драматического театра стал Александр Блок, главным идеологом оставался Максим Горький.
По замыслу инициаторов театр должен был стать цитаделью героического репертуара, театром больших социальных страстей, взволнованной революционной патетики, театром «великих слёз и великого смеха» (А. Блок).
Спектакли театра в первые годы его существования полностью соответствовали революционной программе его основателей. В то время ещё не сложилась советская драматургия и на сцене театра шли лучшие произведения мировой классики: трагедии У. Шекспира и Ф. Шиллера, драмы В. Гюго; в то же время в театре ставились пьесы Д. Мережковского и В. Брюсова. В новом театре работали режиссёры Николай Петров и Борис Сушкевич; с театром тесно сотрудничали художники — представители «Мира искусства»: Мстислав Добужинский, Владимир Щуко (до БДТ оформлявшие спектакли в Театре трагедии Юрьева и Театре художественной драмы Лаврентьева), Борис Кустодиев, Евгений Лансере. Художники в значительной степени определяли лицо театра в его ранний период; о том, как Щуко создавал атмосферу в «Дон Карлосе» вспоминала исполнительницей роли Елизаветы Надежда Комаровская: «Масштабы декорации создавали впечатление беспомощности человека, его невозможности опрокинуть эти давящие своей тяжестью стены. Казалось, что человеческий крик никогда не может быть услышан, он потонет в них». И пять лет спустя критик А. А. Гвоздев писал: «Определить место БДТ в кругу новейших театральных течений — значит указать на ту роль, которую играл в этом театре художник-декоратор». По свидетельству актрисы Нины Лежен, в Большом драматическом в те годы всё было подлинным, не бутафорским: мебель, заимствованная из богатых домов, костюмы… Даже в 1925 году, играя Анну Вырубову в пьесе А. Толстого и П. Щёголева «Заговор императрицы», Лежен носила подлинное платье Вырубовой.
Важная роль отводилась и музыкальному оформлению; с БДТ сотрудничали Борис Асафьев, Юрий Шапорин (музыкальный руководитель до 1928 года), Михаил Кузмин, Иван Вышнеградский.
В 1921 году из России уехали Горький и Андреева, умер Блок, Ю. М. Юрьев вернулся в родной Александринский; ушёл М. Добужинский; в начале 1921 года БДТ покинул его главный режиссёр — Андрей Лаврентьев.
В Большой драматический приходили новые люди: в 1921—1922 годах главным режиссёром театра был Николай Петров, его преемником стал увлечённый экспрессионизмом Константин Хохлов, пополнивший репертуар театра пьесами Г. Кайзера и Э. Толлера. «В произведениях Георга Кайзера и Эрнста Толлера, — писал А. Пиотровский, — театр находил ту отвлеченность и обобщенность образов, тот публицистический темперамент, которые, конечно, весьма неосновательно казались ему неотъемлемым признаком „высокой драмы“, истинным противоядием против презираемой им, театром Шиллера, „бытовщины“».
В конце 1923 года БДТ покинул А. Бенуа, но пришли новые художники — Николай Акимов, Юрий Анненков, В. М. Ходасевич.
В 1923 году в Большой драматический вернулся Лаврентьев и оставался главным режиссёром до 1929 года; литературную часть театра в том же 1923 году возглавил Адриан Пиотровский, в значительной степени благодаря ему на афише театра появились пьесы современных драматургов, как зарубежных, так и отечественных. Последних театр нередко сам и открывал, в том числе Бориса Лавренёва, Е. Замятина (как драматурга), А. Штейна. Стремление к спектаклю «большому, абстрактному, обобщенному и монументальному» в этот период, по словам Пиотровского, определяло специфичность БДТ, как удачи его, так и заблуждения.
Рядом с Лаврентьевым в Большом драматическом до 1925 года работал Хохлов, при нём пришли в театр режиссёры Павел Вейсбрём и Константин Тверской. Пришли в БДТ и новые актёры: Александр Лариков, Валентина Кибардина, Ольга Казико.

#### Константин Тверской

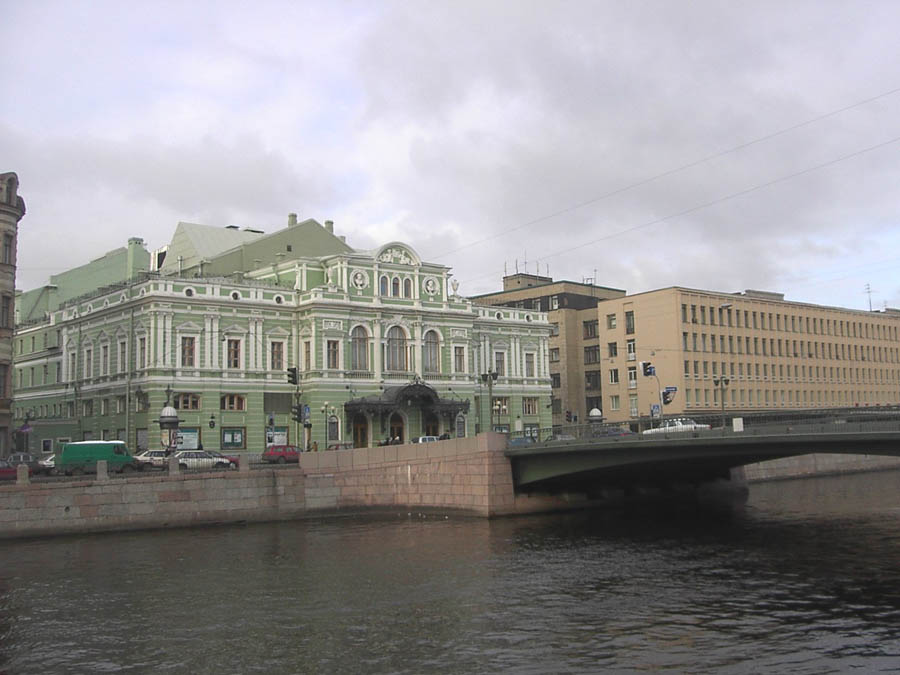
БДТ имени Товстоногова днём

С 1929 по 1935 год главным режиссёром театра был Константин Тверской, ученик Всеволода Мейерхольда. С середины 1920-х годов, начиная со спектакля «Мятеж» (по пьесе Б. Лавренёва «Дым»), поставленного Лаврентьевым в 1925 году, театр постепенно отказывался от отвлечённой романтики; в полной мере это удалось К. Тверскому. Он отдавал предпочтение современной драматургии (до 1935 года репертуар театра пополнила только одна классическая пьеса — «Доходное место» А. Н. Островского в постановке В. В. Люце), в БДТ ставились пьесы Юрия Олеши, Алексея Файко, Николая Погодина, Льва Славина; важным событием театральной жизни стал спектакль «Разлом» по пьесе Б. Лавренёва. Однако последним спектаклем, поставленным в БДТ Тверским, стал «Ричард III» У. Шекспира.
В 1932 году Большому драматическому было присвоено имя его фактического основателя — М. Горького; при Тверском в репертуаре театра впервые появились пьесы А. М. Горького: «Егор Булычов и другие» (1932) и «Достигаев и другие» (1933).
В этот период в Большом драматическом работали талантливые художники: Моисей Левин (главный художник), Николай Акимов и Вадим Рындин; последний спектакль Тверского оформил Александр Тышлер. В спектаклях Тверского заявили о себе молодые актёры Виталий Полицеймако и Николай Корн. C 1930 года в качестве режиссёра-постановщика в театре работал Владимир Люце, также ученик Мейерхольда.

#### Избранный репертуар
См. также Спектакли Большого драматического театра
- 1919 — «Дон Карлос» Фридриха Шиллера; режиссёр А. Н. Лаврентьев
- 1919 — «Макбет» У. Шекспира; режиссёр Ю. М. Юрьев
- 1919 — «Разбойники» Ф. Шиллера; режиссёр Б. М. Сушкевич
- 1919 — «Дантон» М. Левберга; режиссёр K. K. Тверской
- 1920 — «Отелло» У. Шекспира; режиссёр А. Н. Лаврентьев
- 1920 — «Царевич Алексей» Д. Мережковского; режиссёры А. Н. Бенуа и А. Н. Лаврентьев
- 1920 — «Король Лир» У. Шекспира; режиссёр А. Н. Лаврентьев
- 1921 — «Рюи Блаз» В. Гюго; режиссёр Н. В. Петров
- 1921 — «Слуга двух господ» К. Гольдони; режиссёр А. Н. Бенуа
- 1922 — «Газ» Г. Кайзера; режиссёр К. Хохлов
- 1924 — «Бунт машин» А. Н. Толстого; режиссёр К. Хохлов
- 1924 — «Девственный лес» Э. Толлера; режиссёр К. Хохлов
- 1925 — «Заговор императрицы» А. Толстого и П. Щеголева; режиссёр А. Н. Лаврентьев
- 1925 — «Мятеж» Б. Лавренёва; режиссёр А. Н. Лаврентьев
- 1926 — «Блоха» Е. Замятина; режиссёр Н. Ф. Монахов
- 1927 — «Разлом» Б. Лавренёва; режиссёр К. Тверской
- 1929 — «Враги» Б. Лавренева; режиссёр А. Н. Лаврентьев
- 1929 — «Город ветров» В. Киршона; режиссёр К. Тверской
- 1929 — «Заговор чувств» Ю. Олеши; режиссёр К. Тверской
- 1932 — «Мой друг» Н. Погодина; режиссёр К. Тверской
- 1932 — «Егор Булычов и другие» М. Горького; режиссёры К. Тверской и В. В. Люце
- 1933 — «Достигаев и другие» М. Горького; режиссёр В. Люце
- 1934 — «Интервенция» Л. Славина; режиссёр В. Люце
- 1935 — «Ричард III» У. Шекспира; режиссёр К. Тверской[14].

### Период кризиса режиссуры (1935—1955)
В 1930—1950-х годах в театре появлялись яркие режиссёры, однако, заявив о себе интересными постановками, они по тем или иным причинам, не всегда добровольно, покидали театр. Константин Тверской был сначала выслан из Ленинграда, а затем расстрелян; возглавивший театр в 1936 году Алексей Дикий в августе 1937 года был арестован и затем осуждён.
…Семь лет этот театр практически был без настоящего руководителя. То они коллегию делали. То пригласили замечательного человека, режиссёра Константина Павловича Хохлова, который был уже стар и болен. Они его «съели». Тут была очень злая труппа, очень их было много. За семь лет все, кому было не лень, приходили в этот театр…
После Дикого пост главного режиссёра занимали:
- 1938—1940 — Борис Бабочкин
- 1940—1946 — Лев Рудник
- 1946—1950 — Наталья Рашевская[12]
- 1950—1952 — Иван Ефремов
- 1954—1955 — Константин Хохлов

Такая частая смена художественного руководства отразилась и на атмосфере в коллективе, и на качестве постановок. К концу 1930-х годов театр потерял популярность.
В начале Великой Отечественной войны театр был эвакуирован в Киров, но вскоре после прорыва кольца блокады, 11 февраля 1943 года, вернулся в Ленинград для обслуживания войск Ленинградского фронта и госпиталей.
Творческий кризис БДТ, обозначившийся ещё в конце 1930-х годов, усугубился в послевоенные годы. Художественные руководители не задерживались надолго: в период с 1949 по 1955 год в театре сменилось четыре главных режиссёра, в сезоне 1953—1954 годов Большой драматический и вовсе обходился без главного режиссёра — управлялся коллегией. В условиях, когда во главе театра едва ли не каждый сезон оказывался новый человек, ни о каком плане развития, продуманной репертуарной политике не могло быть и речи. Всё это привело к тому, что в середине 1950-х годов театр не имел «своего» зрителя; из-за крайне низкой посещаемости (на иных спектаклях публики в зале было «меньше, чем артистов на сцене») образовалась значительная финансовая задолженность, грозившая театру закрытием.
Режиссёрская чехарда негативно сказалась на управляемости театра, труппа попросту «съедала» неугодных режиссёров. В театре в тот период было немало талантливых актёров, но одни, не принадлежавшие к руководящей группе, оказались не востребованы, другие были заштампованы в своих амплуа, третьи, в отсутствие художественного руководства ощутив себя хозяевами театра, позволяли себе на сцене всё, что заблагорассудится.

#### Избранный репертуар
См. также Спектакли Большого драматического театра
- 1936 — «Матросы из Каттаро» Ф. Вольф; режиссёр А. Дикий
- 1937 — «Мещане» М. Горького; режиссёр А. Дикий
- 1938 — «Благочестивая Марта» Тирсо де Молина; режиссёр Н. В. Петров
- 1939 — «Дачники» М. Горького; режиссёр Б. Бабочкин
- 1941 — «Король Лир» У. Шекспира; режиссёр Г. Козинцев (с музыкой Д. Шостаковича)
- 1944 — «На дне» М. Горького; режиссёр Л. С. Рудник
- 1948 — «Враги» М. Горького; режиссёр Н. С. Рашевская
- 1949 — «Слуга двух господ» К. Гольдони; режиссёр А. В. Соколов
- 1949 — «Егор Булычов и другие» М. Горького; режиссёр Н. С. Рашевская
- 1950 — «Разлом» Б. Лавренева; режиссёры А. В. Соколов и И. С. Зонне
- 1951 — «Любовь Яровая» К. Тренёва; режиссёр И. С. Ефремов
- 1952 — «Достигаев и другие» М. Горького; режиссёр Н. С. Рашевская
- 1953 — «Слуга двух господ» К. Гольдони; режиссёры Г.Никулин; А. Бергункер
- 1954 — «Гости» Л. Зорина; режиссёры В. В. Меркурьев и И. В. Мейерхольд
- 1955 — «Перед заходом солнца» Г. Гауптмана; режиссёр К. П. Хохлов[19].

### Эпоха Георгия Товстоногова (1956—1989)
Георгий Товстоногов, который за шесть лет работы на посту главного режиссёра Ленинградского театра им. Ленинского комсомола заставил взыскательную ленинградскую театральную общественность говорить о себе как о чрезвычайно талантливом и успешном режиссёре, не сразу принял предложение возглавить БДТ. Поставленный им в 1955 году на сцене Ленинградского театра драмы им. Пушкина спектакль «Оптимистическая трагедия» по пьесе Всеволода Вишневского (позже удостоенный Ленинской премии) не меньше, чем публике, понравился партийному руководству и сыграл не последнюю роль в его новом назначении. Ради спасения «первого пролетарского театра», по настоянию курирующих театры партийных органов Ленинграда, Товстоногов всё же согласился стать одиннадцатым по счёту главным режиссёром Большого драматического и 13 февраля 1956 года, в канун очередного дня рождения театра, был представлен труппе.

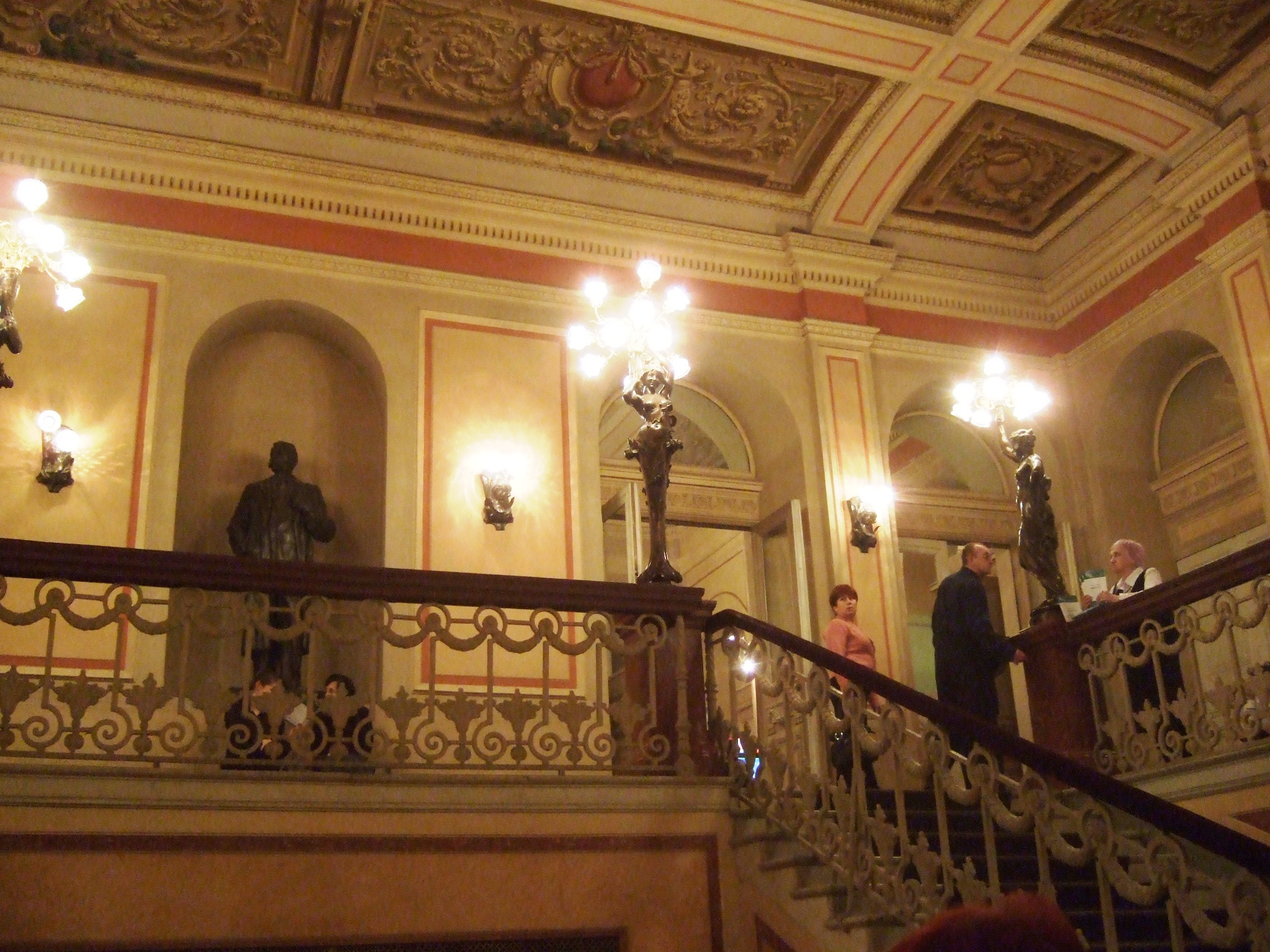
Фойе театра

Новому художественному руководителю были предоставлены широкие полномочия; из Ленинградского Ленкома Товстоногов пригласил на пост заведующей литературной частью Дину Шварц; для проведения административной реорганизации БДТ директором театра был назначен Георгий Коркин. «Он был жесток, он был беспощаден, — вспоминала Дина Шварц. — Он мог всё реорганизовать, уволить всех, кого надо. И он бегал к Георгию Александровичу каждый день». На своей первой встрече с труппой, коснувшись темы «съедания» художественных руководителей, Товстоногов заявил: «Я несъедобен! Запомните это: несъедобен!». С благословения руководящих инстанций, новый художественный руководитель уволил примерно треть труппы — более 30 актёров.
В первый свой год в БДТ Товстоногов в буквальном смысле слова «завлекал» зрителей в забытый ими театр; исходя из того, что «в театр ходят не только для пользы», новый художественный руководитель не чуждался и развлечения: ставил комедии «Шестой этаж» Альфреда Жери и «Когда цветёт акация» Николая Винникова, «Безымянную звезду» Михаила Себастиана… К началу 1957 года Товстоногову удалось переломить ситуацию: спектакли шли уже при полных залах. Новый БДТ, «театр Товстоногова», начался со спектакля «Эзоп» (по пьесе Гильерме Фигейредо), представленного зрителям 23 марта 1957 года; за «Эзопом» последовал легендарный «Идиот» с Иннокентием Смоктуновским.
Падение интереса к театру с конца 1930-х годов, по свидетельству Иосифа Юзовского, было общей тенденцией, не только БДТ, но весь советский театр переживал в эти годы кризис. Переход Товстоногова в Большой драматический совпал с началом «оттепели», он был одним из первых, кто осознал новые возможности в изменившейся атмосфере; «символом оттепели» стал уже «Эзоп»; два года спустя, в ходе обсуждения горьковских «Варваров», Юзовский, свидетель яркого расцвета театра в 1920-х годах, писавший о спектаклях Вл. Немировича-Данченко и Вс. Мейерхольда, говорил: «То, что вы делаете, имеет отношение не только к одному Большому драматическому театру… Я хочу, чтобы вы не снижали ваших темпов и чувствовали ответственность и понимали, что есть жажда настоящего и большого театра. Настолько давно его не было и настолько эта претензия может быть осуществлена в этом театре…». Товстоногов не обманул ожидания: за «Варварами» последовали «Пять вечеров» Александра Володина и ещё целый ряд спектаклей, вошедших в «золотой фонд» советского театра.
Большой драматический, хотя его не уставала хвалить и центральная советская пресса, вплоть до «Правды», особенно после признания за рубежом (что не исключало и бранных статей, в том числе в «Правде»), жил под постоянным присмотром партийных органов; не была выпущена «Римская комедия» Л. Зорина, с трудом, ценой многочисленных уступок Товстоногову удалось спасти спектакль «Три мешка сорной пшеницы» по повести Владимира Тендрякова — о послевоенном голоде в деревне и послевоенных репрессиях, долго и мучительно пришлось бороться за один из самых любимых зрителями спектаклей — «Цену», по той лишь причине, что автор пьесы, Артур Миллер, позволил себе критические высказывания о внешней политике СССР; выпущенные постановки нередко приходилось корректировать. Так, в спектакле «Горе от ума» на суперзанавес, как эпиграф, была вынесена цитата из А. С. Пушкина: «Чёрт догадал меня родиться в России с душой и талантом», — в конце концов цитату пришлось убрать. И тем не менее эпоха Товстоногова в истории Большого драматического стала «золотой»; на протяжении трёх десятилетий его руководства БДТ оставался лидером отечественного театрального процесса, «первой сценой страны», пользуясь неизменным успехом и за рубежом: из европейских стран БДТ за эти годы не побывал только в Португалии, гастролировал в Японии, Аргентине, Израиле, дважды в Тайване… «Большой драматический театр, — писал А. Свободин в 1970 году, — умеет создавать спектакли — культурные ценности. Они оказываются в одном ряду с выходом многотомных собраний сочинений великих писателей, с публикациями, проливающими новый свет на историю страны». А П. А. Марков шестью годами позже констатировал: «Какие суждения — от восторженных, захлебывающихся до скептических и высокомерных — ни выноси о спектаклях Товстоногова, остаётся одинаково очевидным, что Товстоногов занимает в нашей театральной жизни особое и чрезвычайно значительное место. Его не обойдёшь нарочитым невниманием, не будешь отрицать его определяющее, твёрдо закреплённое влияние на советский театр. Вдобавок налицо все признаки внешнего — порою триумфального — успеха… А между тем Товстоногов не делает минимального шага, для того чтобы вымолить у зрителя успех… Театр Товстоногова лишен малейшего оттенка сенсационности… Успех подтверждает, что театр попадает в самую точку общественно-художественных интересов страны…»
С Товстоноговым в разное время работали режиссёры Роза Сирота (в 1955—1962 и в 1966—1972 годах), Рубен Агамирзян (в 1961—1966 годах), Юрий Аксёнов (в 1961—1983 годах), Геннадий Егоров (в 1982—1984 годах) и каждый из них внёс свой вклад в «золотой фонд» БДТ.

#### Звёздная труппа
Труппа, созданная Товстоноговым, по мнению знаменитого польского режиссёра Эрвина Аксера, поставившего в БДТ не один спектакль, «могла соперничать с лучшими европейскими коллективами»: «Ведущие актёры этого театра, мастера своего дела, ничем не уступали всемирно известным звёздам, а возможно, и превосходили их умением соединить игру в ансамбле с индивидуальной виртуозностью». С Аксером готовы поспорить российские театроведы: «Труппа Большого драматического, — считает, в частности, Н. Старосельская, — не могла соперничать с лучшими европейскими коллективами, потому что была на протяжении нескольких десятилетий величайшей труппой в мире». По свидетельству К. Рудницкого, попасть в БДТ в 1980-х годах было даже труднее, чем в труппу МХАТа 1930—1940-х годов, где звёзды всесоюзного масштаба исчислялись десятками. В 1988 году, формулируя принципы, по которым он отбирал актёров в свой театр, Товстоногов, с его репутацией деспота и диктатора, в числе обязательных назвал «интеллектуальный уровень» («всё важное, интересное в нашей жизни должно его касаться») и «способность к импровизационному поиску в процессе работы». Товстоногов умел сделать актёра соавтором спектакля; как отмечала театровед Т. Злотникова, он любил актёров «как класс», но любил требовательно, порою даже обременительно.
«В труппе БДТ, — пишет Елена Горфункель, — у Товстоногова было несколько главных актрис — Нина Ольхина, Людмила Макарова, Эмма Попова, Зинаида Шарко, Татьяна Доронина». Но рядом с ними были и такие замечательные неглавные, как Валентина Ковель и Мария Призван-Соколова, которых Н. Старосельская также включила в «самый-самый малый звёздный круг»; в 70-х годах и с «главными» достойно конкурировала молодая Наталья Тенякова; в середине 70-х в театр пришла Светлана Крючкова, а в 1983-м — Алиса Фрейндлих.
Что же касается мужской части труппы, то здесь перечень «звёзд» мог бы оказаться бесконечным: уже в 60-х годах рядом с многоопытными Виталием Полицеймако, Евгением Лебедевым, Ефимом Копеляном и Владиславом Стржельчиком прославились молодые Павел Луспекаев, Сергей Юрский, Кирилл Лавров, Олег Борисов, Олег Басилашвили, Владимир Рецептер; в 1970-х годах зрители узнали и полюбили Геннадия Богачёва, Юрия Демича и Андрея Толубеева; а были ещё и Николай Корн, Павел Панков, Николай Трофимов, Всеволод Кузнецов, Вадим Медведев…. Отдельная страница в истории товстоноговского БДТ — Иннокентий Смоктуновский, хотя он и сыграл на этой сцене только одну незабываемую роль.
Георгий Товстоногов возглавлял Большой драматический тридцать три года; 23 мая 1989 года, возвращаясь домой после генеральной репетиции спектакля «Визит старой дамы», он умер за рулём своего автомобиля.

#### Избранный репертуар
См. также Спектакли Большого драматического театра
- 1957 — «Эзоп» Г. Фигейредо; режиссёр Г. А. Товстоногов
- 1957 — «Идиот» по роману Ф. М. Достоевского; режиссёр Г. А. Товстоногов
- 1959 — «Варвары» А. М. Горького; режиссёр Г. А. Товстоногов
- 1959 — «Пять вечеров» А. М. Володина; режиссёр Г. А. Товстоногов
- 1960 — «Гибель эскадры» А. Е. Корнейчука; режиссёр Г. А. Товстоногов
- 1961 — «Моя старшая сестра» А. М. Володина; режиссёр Г. А. Товстоногов
- 1962 — «Горе от ума» А. Грибоедова; режиссёр Г. А. Товстоногов
- 1963 — «Карьера Артуро Уи» Б. Брехта; режиссёр Э. Аксер
- 1964 — «Я, бабушка, Илико и Илларион» Н. Думбадзе, Г. Лордкипанидзе; режиссёр Р. С. Агамирзян
- 1965 — «Три сестры» А. Чехова; режиссёр Г. А. Товстоногов
- 1966 — «Мещане» А. М. Горького; режиссёр Г. А. Товстоногов
- 1968 — «Цена» A. Миллера; режиссёр Р. А. Сирота
- 1971 — «Тоот, другие и майор» И. Эркеня; режиссёр Г. А. Товстоногов
- 1972 — «Ревизор» Н. В. Гоголя; режиссёр Г. А. Товстоногов
- 1972 — «Ханума» Цагарели; режиссёр Г. А. Товстоногов
- 1973 — «Мольер» М. Булгакова; режиссёр С. Ю. Юрский
- 1974 — «Три мешка сорной пшеницы» В. Ф. Тендрякова, режиссёр Г. А. Товстоногов
- 1975 — «История лошади» по рассказу Л. Н. Толстого; режиссёр Г. А. Товстоногов
- 1977 — «Тихий Дон» по М. Шолохову; режиссёр Г. А. Товстоногов
- 1980 — «Перечитывая заново…» режиссёр Г. А. Товстоногов, Ю. Е. Аксёнов
- 1981 — «Оптимистическая трагедия» B. Вишневского; режиссёр Г. А. Товстоногов
- 1982 — «Дядя Ваня» А. Чехова; режиссёр Г. А. Товстоногов
- 1983 — «Сёстры» («Сад без земли») Л. Разумовской; режиссёр Г. С. Егоров
- 1983 — «Смерть Тарелкина» А. Колкера (опера-фарс по мотивам комедии А. Сухово-Кобылина); режиссёр Г. А. Товстоногов[45].
- 1983 — «Амадеус» П. Шеффера; режиссёр Г. А. Товстоногов

### После Товстоногова (1989—2013)
Товстоногов не готовил себе преемника, другие режиссёры при нём лишь изредка допускались к самостоятельным постановкам, и после смерти художественного руководителя БДТ оказался «в поиске». Об уходе с Товстоноговым старого БДТ высказывались многие артисты и служащие театра, в частности Татьяна Доронина и Дина Шварц. Товстоногов, как пишет Н. Д. Старосельская, говорил: придёт новый режиссёр, создаст свой театр, — но новый режиссёр «не приходил» (так, к примеру, не состоялся переход в БДТ Льва Додина), очень скоро перед БДТ, как и перед многими театрами в эпоху реформ, встал вопрос о выживании.
В этот трудный период по решению тайного голосования театр возглавил Кирилл Лавров. Он не был режиссёром, и одной из главных забот нового художественного руководителя, наряду с сохранением труппы и решением финансовых проблем, стал поиск талантливых режиссёров и других сотрудников театральных служб в целом. В театре на постоянной основе работали режиссёры: Николай Пинигин, Андрей Максимов, Григорий Дитятковский и др. Много спектаклей было поставлено в БДТ приглашёнными режиссёрами. Заведующим осветительным цехом был назначен Владислав Власов, музыкальную часть театра с 1998 по 2013 год возглавлял композитор Николай Морозов.
В 2004 году театр обрёл, наконец, главного режиссёра в лице давно сотрудничавшего с БДТ Темура Чхеидзе. Отдавая дань почтения былой славе легендарного «товстоноговского БДТ», Т. Н. Чхеидзе в одном из интервью в 2007 году сказал: «Я знал: что тут ни сделай — это будет хуже, чем во времена Товстоногова. Но его нет, и вообще товстоноговы рождаются крайне редко. А жизнь идет, и я, восторгаясь тем театром, который был когда-то, не ставлю так, как Товстоногов».
В октябре 2005 года указом президента Российской Федерации В. В. Путина в ведение БДТ имени Г. А. Товстоногова был передан Каменноостровский театр.
19 февраля 2013 года Темур Чхеидзе подал в отставку. Причины своей отставки он объяснил на пресс-конференции 4 марта: «Сейчас, наверное, настало время, когда БДТ нужны перемены, на которые лично я не могу пойти. Многие называют меня ретроградом, но это был мой принципиальный путь — сохранять наследие Товстоногова. Убежден, что пройдут неполные 10 лет и классика снова понадобится русскому театру. Один молодой человек сказал мне, что мои спектакли воспринимаются как анахронизм. Я благодарен ему за честность».

#### Избранный репертуар
Театр одновременно выступал на трёх площадках: главной и малой сценах исторического здания БДТ на Фонтанке и в Каменноостровском театре.
− См. также Спектакли Большого драматического театра
- 2002 — «Дом, где разбиваются сердца» Бернарда Шоу; режиссёр Т. Н. Чхеидзе
- 2004 — «Копенгаген» Майкла Фрейна; режиссёр Т. Н. Чхеидзе
- 2005 — «Квартет» Рональда Харвуда; режиссёр Н. Н. Пинигин
- 2007 — «Блажь!» П. М. Невежина, А. Н. Островского; режиссёр Г. Р. Тростянецкий; композитор Н. А. Морозов
- 2007 — «Ночь перед Рождеством» Н. В. Гоголя; режиссёр Н. Н. Пинигин
- 2008 — «Дядюшкин сон» Ф. М. Достоевского; режиссёр Т. Н. Чхеидзе
- 2009 — «Дон Карлос, инфант испанский» Ф. Шиллера; режиссёр Т. Н. Чхеидзе
- 2009 — «Месяц в деревне» И. С. Тургенева; режиссёр А. А. Праудин; композитор Н. А. Морозов
- 2010 — «Школа налогоплательщиков» Л. Вернейля, Ж. Берра; режиссёр Н. Н. Пинигин
- 2010 — «Королева красоты» Мартина Макдонаха; режиссёр Е. В. Чернышов
- 2010 — «Мерси» И. Д. Шприца; режиссёр В. А. Золотарь
- 2010 — «Лето одного года» Эрнеста Томпсона; режиссёр А. М. Прикотенко
- 2011 — «Дом Бернарды Альбы» Гарсиа Лорка; режиссёр Т. Н. Чхеидзе; композитор Н. А. Морозов
- 2011 — «Пешком» Славомира Мрожека; режиссёр Анджей Бубень
- 2011 — «Время женщин» Е. С. Чижовой; режиссёр Г. Р. Тростянецкий; композитор Н. А. Морозов

### Сегодняшний день театра (с 2013 года)

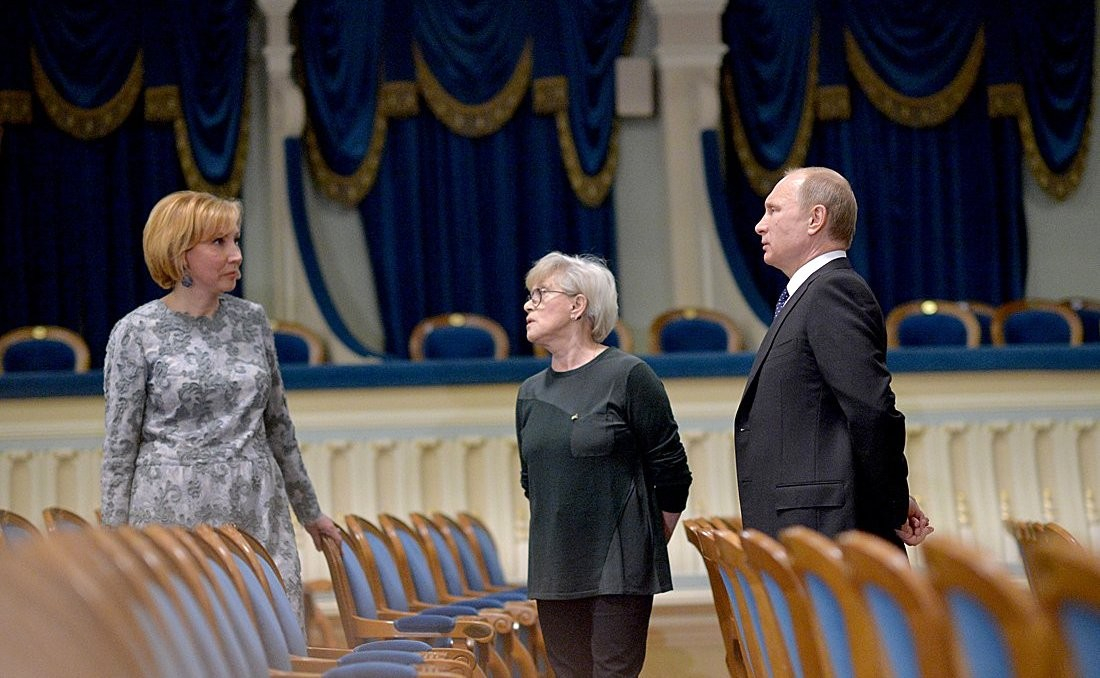
Владимир Путин осматривает реконструированное здание театра вместе с Алисой Фрейндлих (в центре) и Татьяной Архиповой.
8 декабря 2014 года

С 29 марта 2013 года художественным руководителем театра является Андрей Могучий, один из лидеров театрального авангарда. Главным художником на протяжении уже четырёх десятилетий остаётся Эдуард Кочергин, многолетний соавтор Георгия Товстоногова. В мае 2014 года, по представлению Могучего, директором театра была назначена Татьяна Архипова.
Под руководством Могучего БДТ вновь обрел признание публики и критиков, стал одним из главных театральных ньюсмейкеров страны. В декабре 2015 года театр отмечен экспертами российской Ассоциации театральных критиков «За выстраивание новой художественной стратегии Большого драматического театра».
Творческое кредо БДТ — открытый диалог на темы, актуальные для современного общества. Каждый спектакль, каждый проект нового БДТ обращается к проблемам человека своего времени. 
В постановках Большого драматического театра задействованы артисты всех поколений труппы — от совсем молодых актёров стажерской группы до ведущих мастеров сцены, таких как народная артистка СССР Алиса Фрейндлих, народный артист России и Украины Валерий Ивченко, народные артистки России Светлана Крючкова, Ируте Венгалите, Марина Игнатова, Елена Попова, народные артисты России Геннадий Богачев, Валерий Дегтярь, заслуженные артисты России Анатолий Петров, Василий Реутов, Андрей Шарков, заслуженная артистка России Мария Лаврова и другие. Каждый сезон спектакли БДТ становятся лауреатами главных театральных премий страны, в том числе и национальной театральной премии «Золотая Маска».
С 2011 по 2014 год историческое здание БДТ на набережной реки Фонтанки было закрыто на реставрацию. 26 сентября 2014 года театр был торжественно открыт после строительных работ: на один день переулок Джамбула и Лештуков мост были переименованы в Большую Драматическую улицу, и многочисленные зрители праздничного уличного представления наблюдали за церемонией с набережной.
С 2013 года в БДТ имени Г. А. Товстоногова существует масштабный образовательная программа «Эпоха просвещения». Это лекции, концерты, выставки, круглые столы, посвященные актуальным творческим вопросам, встречи с людьми, которые создают современный театр, а также — экскурсии по музею и за кулисы театра, авторские программы, посвященные истории БДТ. Важным направлением «Эпохи просвещения» является «Педагогическая лаборатория БДТ» — режиссёры, актёры, театральные критики и педагоги обучают преподавателей средних школ и детских садов Санкт-Петербурга внедрению современного театрального языка и сценических приемов в школьную образовательную программу.

Первым спектаклем Андрея Могучего в БДТ стала «Алиса» по мотивам произведения Льюиса Кэрролла, в главной роли — Алиса Фрейндлих. Постановка стала лауреатом высшей театральной премии Санкт-Петербурга «Золотой софит» в номинациях «Лучший спектакль» и «Лучшая женская роль». Спектакль был удостоен «Золотой маски» за лучшую работу художника (Мария Трегубова) и лучшую роль второго плана (Геннадий Богачёв). 
«Алисе» определенно суждено войти в летопись современной русской сцены одной из знаковых ее вех. <…> Давно лелеявший идею театра как арт-терапии Могучий начинает свой путь в Большом драматическом с акции до крайности внятного целеполагания — вернуться к корням, наладив диалог со старейшинами труппы, оживить находившийся в летаргической спячке театр, растопив глыбы льда академизма, долгое время сковывавшего БДТ. Поставленные задачи реализуются Могучим не без блеска: намереваясь посмотреть «Алису», ты по привычке собираешься в БДТ — и только по дороге домой понимаешь, что побывал все же в каком-то другом театре. Вроде бы все том же — но в то же время совсем ином: по-новому изъясняющемся, по-новому мыслящем и дышащем. Дмитрий Ренанский, Colta 
В 2014 году Могучий выпустил первую премьеру на обновленной сцене БДТ на Фонтанке — спектакль «Что делать» по мотивам романа Н. Чернышевского. Спектакль-семинар, спектакль-диспут повлек за собой создание проекта «Дискуссии после спектакля». С января по октябрь 2015 года проходили разговоры со зрителями и «лидерами мнений», известными журналистами, культурологами, политиками, историками на темы, спровоцированные спектаклем БДТ «Что делать» и романом Чернышевского. 
В разное время гостями дискуссий стали режиссёр Александр Сокуров, издатель Ирина Прохорова, участники творческой группы «Что делать», композитор Александр Маноцков, политический философ Артемий Магун, театральный критик Николай Песочинский, писатель Сергей Носов, издатель и учредитель книжного магазина интеллектуальной литературы «Фаланстер» Борис Куприянов, искусствовед Глеб Ершов, директор ИТАР-ТАСС в Санкт-Петербурге Александр Потехин, дизайнер, основатель портала об искусстве ART1 Митя Харшак и многие другие. За год, прошедший с момента премьеры спектакля «Что делать», дискуссии состоялись 14 раз. Гостями дискуссий стали более 1000 зрителей.

После премьеры в 2015 году спектакля Андрея Могучего «Пьяные» по пьесе Ивана Вырыпаева многие критики отметили наступление творческого возрождения труппы, пребывавшей в художественной стагнации после смерти Георгия Товстоногова: 
И здесь можно уже порадоваться за всех — во-первых, за драматурга, который награждён объемным, масштабным воплощением своего сочинения, во-вторых, за режиссёра, нашедшего общий язык с артистами и придумавшего отличный спектакль, в-третьих, конечно, за сам БДТ, несчастливая новейшая судьба которого досадной занозой много лет сидела в коллективном театральном сознании. Андрей Могучий, судя по «Пьяным», эту занозу вытащил. Роман Должанский, Коммерсантъ
В вечер премьеры «Пьяных» БДТ впервые за десятилетия выглядел очнувшимся после долгого сна, так похожего на смерть. При этом он не поступился ничем — ни мастерством, ни респектабельностью. На одной из самых главных театральных сцен страны торжествовал добротный и не лишенный шика «большой стиль», не имеющий ничего общего с маргинальными «авангардными» опытами, которыми стращают легковерных зрителей, подозревающих Могучего в крамоле. Более того — удалось соединить среднее и молодое поколение артистов так, что священное понятие «труппа БДТ» вновь обрело конкретный практический, а не ретроспективный смысл. Лилия Шитенбург, Город 812

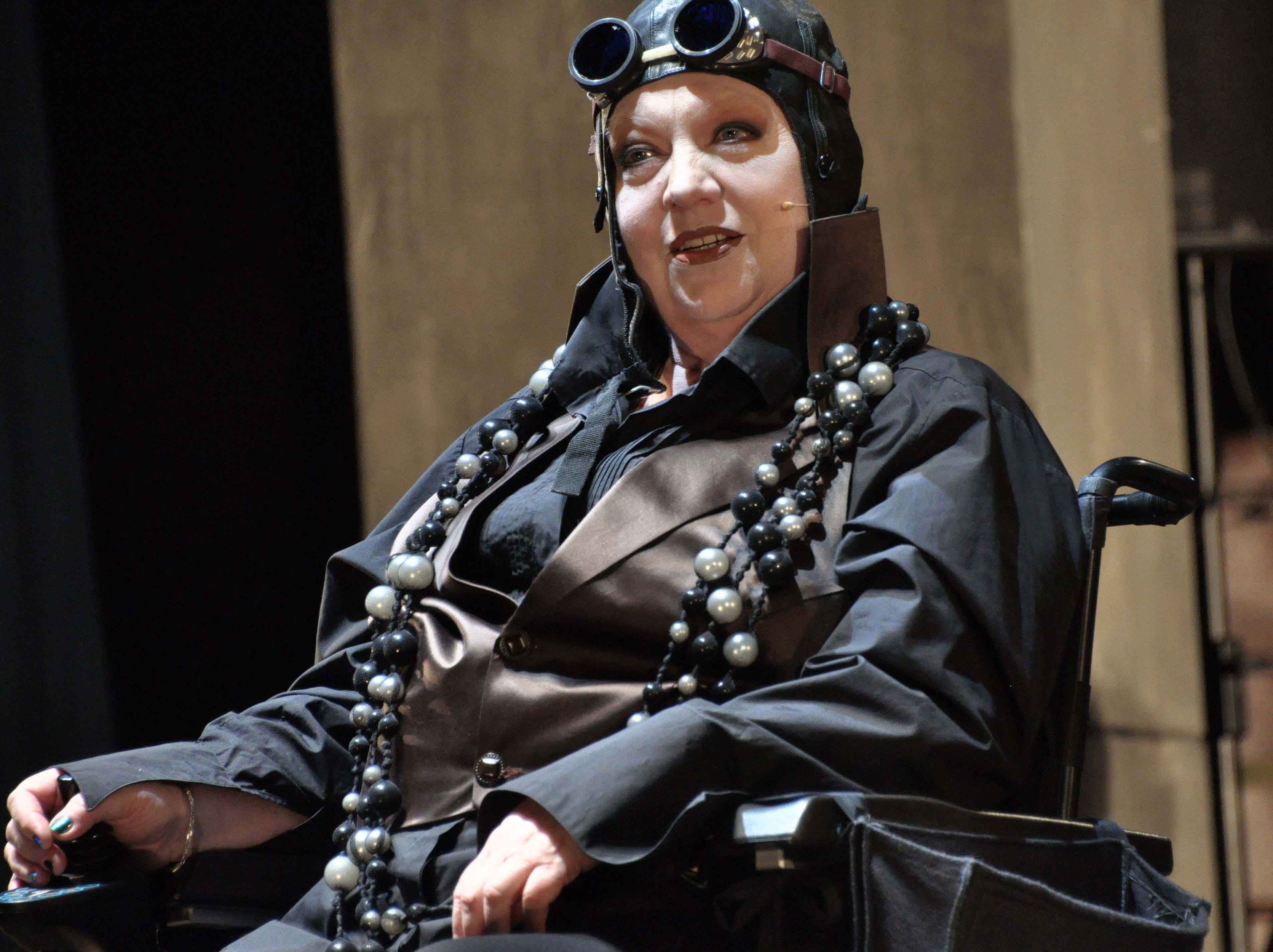
Светлана Крючкова в спектакле «Игрок»

В 2016 году спектакль «Пьяные» принёс БДТ победу в двух номинациях высшей театральной премии России «Золотая маска»: актёрский ансамбль спектакля был удостоен специального приза жюри, а Андрей Могучий получил награду как лучший режиссёр в драме.
В 2015 году БДТ стал первым русским репертуарным драматическим театром, в афишу которого на постоянной основе включён инклюзивный спектакль «Язык птиц» (режиссёр Борис Павлович), созданный совместно с Центром творчества, обучения и социальной абилитации для взрослых людей с аутизмом «Антон тут рядом». Наряду с профессиональными актёрами в этом спектакле играют люди с расстройством аутического спектра.
В 2015 году режиссёром Романом Мархолиа в БДТ была поставлена пьеса по роману Достоевского «Игрок». Музыкальная постановка отличается особой инновационностью, в ней звучит музыка группы Rammstein (с вокалом Светланы Крючковой), активно используются спецэффекты. Пьеса прошла с большим успехом, и с тех пор она каждый последующий год ставится и тоже имеет успех (как минимум по 2022 год).
Весной 2020 года, в условиях карантина, вызванного пандемией COVID-19, БДТ представил новую онлайн-платформу.
С 1 апреля 2021 года начались ремонтные работы в историческом здании БДТ в связи с чем спектакли репертуара игрались на второй сцене, а также на сценах Александринского театра, МДТ, «Балтийского дома» и ТЮЗа.

## Труппа
В скобках указаны годы службы артистов в БДТ

| - Марина Адашевская (1947—2022) - Борис Бабочкин (1931—1940) - Олег Басилашвили (с 1959) - Татьяна Бедова (с 1976) - Геннадий Богачёв (с 1969) - Олег Борисов (1964—1983) - Ируте Венгалите (с 1988) - Михаил Волков (1961—2001) - Ольга Волкова (1976—1996) - Дора Вольперт (1932—1941) - Григорий Гай (1956—1984) - Анатолий Гаричев (1959—1993) - Дмитрий Голубинский (1919—1924) - Екатерина Гороховская - Елена Грановская (1939—1966) - Михаил Данилов (1966—1994) - Наталья Данилова (1977—1992) - Юрий Демич (1973—1988) - Алексей Дикий (1936—1937) — главный режиссёр - Татьяна Доронина (1959—1966) - Изиль Заблудовский (1947—2010) - Михаил Иванов (1929—1964) - Валерий Ивченко (с 1983) - Марина Игнатова (с 1998) - Ольга Казико (1927—1963) - Валентина Кибардина (1936-1956) - Валентина Ковель (1966—1997) - Инна Кондратьева (1958—1962) - Ефим Копелян (1935—1941, 1943—1975) - Николай Корн (1935—1941, 1943—1971) - Иван Краско (1961—1965) - Светлана Крючкова (c 1976) - Всеволод Кузнецов (1956—2003) - Александра Куликова (c 1998) - Андрей Лаврентьев (1919—1921 и 1923—1935) - Ирина Лаврентьева (1967—1975) - Кирилл Лавров (1955—2007) — художественный руководитель (c 1989) - Фёдор Лавров (c 2007) - Мария Лаврова (с 1993) - Евгений Лебедев (1956—1997) - Сергей Лосев (c 1980) - Павел Луспекаев (1959—1967) | - Александр Мазаев (1933—1957) - Людмила Макарова (1945—2014) - Лариса Малеванная (c 1976) - Вадим Медведев (1966—1988) - Георгий Менглет (1936—1937) - Юзеф Мироненко (1969—2011) - Николай Монахов (1919—1936) - Михаил Морозов (1983—1987, и с 1990) - Леонид Неведомский (1967—2018) - Анна Борисовна Никритина-Мариенгоф - Андрей Носков (с 1998) - Нина Ольхина (с 1947) - Павел Панков (1947—1950, 1965—1978) - Ваграм Папазян - Анатолий Петров - Елена Перцева (с 1985) - Виталий Полицеймако (1930—1967) - Елена Попова (с 1978) - Эмма Попова (1962—1989) - Мария Призван-Соколова (1931—2001) - Владимир Рецептер (1962—1987) - Вера Романова (1936—1974) - Евгений Сидихин (1989- 1995) - Скоробогатов, Константин Васильевич (1928—1935) - Иннокентий Смоктуновский (1957—1960, 1966) - Василий Софронов (1918—1960) - Владислав Стржельчик (1938—1995) - Юрий Стоянов (1978—1995) - Владимир Татосов (1963-2021) - Наталья Тенякова (1968—1979) - Семён Тимошенко (1919—1924) - Андрей Толубеев (1975—2008) - Юрий Толубеев (1978—1979) - Юрий Томошевский (1978—1991) - Николай Трофимов (1964—2005) - Нина Усатова (c 1989) - Алиса Фрейндлих (c 1983) - Зинаида Шарко (1956—2016) - Георгий Штиль (c 1961) - Сергей Юрский (1957—1979) - Юрий Юрьев (1919—1921) - Разумовская, Карина Владимировна (с 2004 г.) |

- Екатерина Дмитриевна Толубеева (1984)
- Сергей Городничий (с 2021 г.)

## Телевизионные записи спектаклей
- Разлом (1952)
- Слуга двух господ (1953)
- Любовь Яровая (1953)
- Достигаев и другие (1959)
- Эзоп (1960)
- Мещане (1971)
- Правду! Ничего, кроме правды!
- Ханума (1978)
- Энергичные люди
- Дядя Ваня (1985)
- Пиквикский клуб (1986)
- История лошади (1989)

## Награды
- Орден Октябрьской Революции (26 апреля 1979 года) — за заслуги в развитии советского театрального искусства[67].